# جون كولتر (مستكشف)
جون كولتر (بالإنجليزية: John Colter)‏ هو مستكشف أمريكي، ولد في 1774 في فرجينيا في الولايات المتحدة، وتوفي في 7 مايو 1812 في ميزوري في الولايات المتحدة.

## وصلات خارجية
- جون كولتر على موقع الموسوعة البريطانية (الإنجليزية)